# Hatortxu Rock
Hatortxu Rock és un festival de música antirepressiu que es realitza anualment al País Basc. Nasqué amb l'objectiu de denunciar la difícil situació dels presos polítics bascos a causa de la dispersió penitenciària de la qual són objecte, i la dels seus familiars i amistats per les despeses econòmiques derivades de la dispersió. El lemes del festival són «Zuek gabe, etenik ez» i «Zuekin, etenik ez».
La 20a edició de l'Hatortxu Rock, realitzada a Lakuntza, va esdevenir el festival solidari més gran del País Basc mercès als 6.718 voluntaris que el van fer possible. Va durar 4 dies, del 27 al 30 de juliol de 2017, hi van participar 85 grups de música com Inadaptats, Berri Txarrak, Betagarri & Xavi Sarrià i Miquel Gironès, Doctor Deseo, Sara Hebe, Itaca Band, Sorkun, Ken Zazpi, Gatillazo, Su Ta Gar, Mafalda, Gatibu, Porco Bravo, Juantxo Skalari & La Rude Band, El Corazón del Sapo, Green Valley, Amparanoia, Strombers, Non Servium, Lendakaris Muertos, Dakidarría, Riot Propaganda, Auxili, El Diluvi, Revolta Permanent, Zea Mays, Occhi di Farfalla, Txarango, Def Con Dos, Soziedad Alkoholika, Kaotiko, Lágrimas de Sangre, Iseo & Dodosound, Huntza, Kaos Urbano o Narco, i van assistir-hi milers de persones.